# Giải bóng đá hạng nhất quốc gia Somalia
Giải bóng đá hạng nhất quốc gia Somalia (tiếng Somalia: Heerka Koowaad ee Soomaali), Somali League, hoặc Somali Premier League, là giải đấu chuyên nghiệp của Somali. Nó đã hoạt động hơn 50 năm, được thành lập vào năm 1967. Somalia có 10 câu lạc bộ chuyên nghiệp chơi cho giải hạng nhất Somali. Bóng đá là môn thể thao phổ biến nhất ở Somalia. Vào những năm 1930, Chính quyền Thuộc địa Ý đã thành lập một số đội đầu tiên ở Somalia. Mùa giải 2020-21, Horseed vô địch giải hạng nhất Somali

## Lịch Sử
Ở Somaliland thuộc Ý đã có các giải vô địch bóng đá giữa các năm 1932/33 và 1939/40, trong đó các câu lạc bộ của thực dân Ý tham gia. Các câu lạc bộ địa phương đầu tiên được thành lập vào những năm 1940. Các giải vô địch bóng đá tiếp tục diễn ra ở lãnh thổ Somalia của Ý. Sau khi Somalia giành được độc lập, giải vô địch bóng đá quốc gia được tổ chức thường xuyên từ năm 1967.

## Câu lạc bộ
Tính đến mùa giải 2019:
| Câu lạc bộ      | Vị trí    | Sân vận động            |
| --------------- | --------- | ----------------------- |
| Benadir SC      | Mogadishu | Sân vận động Mogadiscio |
| Dekedda         | Mogadishu | Sân vận động Banadir    |
| Elman FC        | Mogadishu | Sân vận động Mogadiscio |
| Gaadiidka       | Mogadishu | Sân vận động Banadir    |
| Heegan          | Mogadishu | Sân vận động Banadir    |
| Horseed FC      | Horseed   | Sân vận động Horseed    |
| Jeenyo United   | Mogadishu | Sân vận động Banadir    |
| Muqdisho United | Mogadishu | Sân vận động Banadir    |
| Waxool FC       | Mogadishu | Sân vận động Banadir    |
| Midnimo FC      | Mogadishu | Sân vận động Banadir    |

## Cầu thủ nước ngoài
Mỗi đội tham dự chỉ cho phép đăng ký 4 cầu thủ nước ngoài trong một mùa giải.

## Đội vô địch trước đây
Các đội vô địch trước đây gồm:
- 1967: Somali Police
- 1968: Hoga
- 1969: Lavori Publici
- 1970: Lavori Publici
- 1971: Lavori Publici
- 1971–72: Horseed
- 1972–73: Horseed
- 1973–74: Horseed
- 1975: Mogadishu Municipality
- 1976–77: Horseed
- 1977–78: Horseed
- 1978–79: Horseed
- 1979–80: Horseed
- 1980–81: Lavori Publici
- 1982: Wagad (mới thăng hạng)
- 1983: Printing Agency
- 1984: Marine Club
- 1985: Wagad
- 1986: Mogadishu Municipality
- 1987: Wagad
- 1988: Wagad
- 1989: Mogadishu Municipality
- 1990: Gaadiidka
- 1991–93: không thi đấu
- 1994: Morris Supplies
- 1995: Alba
- 1996–97: không thi đấu
- 1998: Ports Authority
- 1999: Benadir SC
- 2000: Elman
- 2001: Elman
- 2002: Elman
- 2003: Elman
- 2004–06: Benadir SC
- 2007: Ports Authority
- 2008: không thi đấu
- 2008–09: Benadir SC
- 2009–10: Benadir SC
- 2011: Elman
- 2012: Elman
- 2013–14: Benadir SC
- 2014–15: Heegan
- 2015–16: Benadir SC
- 2016–17: Dekedda FC
- 2018: Dekedda FC

## Thành tích theo câu lạc bộ
| Câu lạc bộ                             | Số danh hiệu | Năm vô địch gần nhất |
| -------------------------------------- | ------------ | -------------------- |
| Elman FC                               | 9            | 2012–13              |
| Horseed FC                             | 7            | 1979–80              |
| Banaadir (bao gồm Banaadir Telecom)    | 6            | 2015–16              |
| Wagad                                  | 4            | 1988                 |
| Jeenyo United (bao gồm Lavori Publici) | 4            | 1980–81              |
| Dekedda (bao gồm Ports Authority)      | 3            | 2016–17              |
| Mogadishu Municipality                 | 3            | 1989                 |
| Heegan (bao gồm Somali Police)         | 2            | 2014–15              |
| Deledda FC                             | 1            | 1998                 |
| Alba                                   | 1            | 1995                 |
| Morris Supplies                        | 1            | 1994                 |
| Gaadiidka                              | 1            | 1990                 |
| Marine Club                            | 1            | 1984                 |
| Printing Agency                        | 1            | 1983                 |
| Hoga                                   | 1            | 1968                 |